# Sham Pistols
Gli Sham Pistols sono un grupp punk rock britannico fondato da due componenti dei Sex Pistols, ovvero  Steve Jones e Paul Cook e due degli Sham 69, ovvero Jimmy Pursey e Dave Tregunna.
Il gruppo pubblicò solo alcuni live, tutti risalenti allo stesso concerto al Glasgow Apollo Theatre il 29 giugno del 1979, anche se vennero registrati anche brani in studio: Some Play Dirty e Natural Born Killer (che fu poi ripresa dai The Professionals come Kick Down the Doors).

## Storia
Dopo lo scioglimento dei Sex Pistols nel 1979, Steve Jones e Paul Cook erano intenzionati a fondare un nuovo progetto. Diversi nomi erano candidati a partecipare, come ad esempio Bob Geldof, ma a venire reclutati furono il cantante Jimmy Pursey e il bassista Dave Treganna, provenienti dagli Sham 69. Nacque così il progetto Sham Pistols, ovvero la fusione tra i nomi Sham 69 e Sex Pistols, poiché il gruppo comprendeva due membri da ambedue i gruppi.
Tutto iniziò all'ultimo concerto degli Sham 69 al Glasgow Apollo Theatre il 29 giugno del 1979, dove Jones e Cook parteciparono a parte del concerto suonando Pretty Vacant, White Riot, If the Kids are United e What Have We Got. Questo fu l'inizio degli Sham Pistols. Il gruppo scrisse anche due brani in studio: Some Play Dirty e Natural Born Killer (che fu poi ripresa dai The Professionals come Kick Down the Doors).
Non vennero mai fatte registrazioni in studio, ma vennero pubblicati due album live registrati lo stesso 29 giugno 1979, Sham's Last Stand (1989), Live In Glasgow July 1979 (2002). I primi due però vennero accreditati unicamente come appartenenti agli Sham 69.
Dopo lo scioglimento del gruppo, Cook e Jones formarono i The Professionals, Pursey intraprese la carriera solista, e Treganna formò i Lords of the New Church, gruppo post-punk con Brian James dei Damned e Stiv Bators dei Dead Boys.

## Formazione
- Jimmy Pursey - voce
- Steve Jones - chitarra
- Dave Tregunna - basso
- Paul Cook - batteria

## Discografia parziale

### Album
- 1989 - Sham's Last Stand
- 2002 - Live In Glasgow July 1979

### EP
- 1988 - What Have We Got!